# Санджая (Матарам)
Санджая з Матараму (правив у 732 – 746 роках) або у повному варіанті титулатури Rakai Mataram Sang Ratu Sanjaya (прибл. пер. Санджая володар Матараму) був засновником королівства Матарам у восьмому сторіччі.